# Mystary
Mystary [sic] es el tercer EP de Evanescence publicado en 2003.

## Información
Mystary fue publicado antes de su disco debut Fallen, para promocionarse. Casi todas las canciones son las mismas que se publicaron en Fallen, a excepción de "My Immortal". Y además, todas las canciones cuentan con un sonido menos trabajado que en Fallen.
Este EP es especialmente difícil de encontrar, ya que se hizo un límite de copias y fue vendido únicamente en la ciudad originaria de la banda, en Arkansas. Mystary se comercializó a USD 5 y sin portada, ya que Ben Moody decidió que sería mejor y que así se ahorrarían dinero.

## Lista de canciones
Todas las canciones escritas por Lee, A., Moody, B., y Hodges, D.
1. "My Last Breath" - 4:07
2. "My Immortal" - 4:40
3. "Farther Away" - 3:58
4. "Everybody's Fool" - 3:16
5. "Imaginary" - 4:17